# Za wcześnie umierać
Za wcześnie umierać – amerykański melodramat z 1991 roku na podstawie powieści Marti Leimbacha.

## Główne role
- Julia Roberts – Hilary O’Neil
- Campbell Scott – Victor Geddes
- Vincent D’Onofrio – Gordon
- Colleen Dewhurst – Estelle Whittier
- David Selby – Richard Geddes
- Ellen Burstyn – Pani O’Neil
- Dion Anderson – Cappy
- George Martin – Malachi
- A.J. Johnson – Shauna
- Daniel Beer – Danny
- Behrooz Afrakhan – Moamar
- Michael Halton – Przyjaciel Gordona
- Fran Lucci – Annabel

## Fabuła
Hillary O’Neil jest młodą dziewczyną z ubogiej rodziny. Nie ma wykształcenia ani dobrych manier, rzuciła swojego chłopaka i postanawia się uniezależnić od swojej matki. Odpowiada na ofertę pracy jako prywatna pielęgniarka, choć nie ma żadnego doświadczenia. Autorem ogłoszenia jest 28-letni Victor Geddes, chory na białaczkę, leczony chemioterapią. Ona przeżywa szok, widząc jego cierpienia, ale zostaje. Między nimi zaczyna tworzyć się nić sympatii. Kiedy Hillary dowiaduje się o zakończeniu terapii Victora, wyjeżdża z nim na wieś. Tam rodzi się miłość. Tymczasem stan zdrowia Victora ulega pogorszeniu, choć ukrywa to przed Hilary.

## Nagrody i nominacje
MTV Movie Awards 1992
- Najlepsza aktorka – Julia Roberts (nominacja)
- Najbardziej pożądana aktorka – Julia Roberts (nominacja)
- Najbardziej przełomowa rola – Campbell Scott (nominacja)